# Huang Jianxiang
Huang Jianxiang (黄健翔S, Huáng JiànxiángP; 20 gennaio 1968) è un giornalista cinese.
È stato un telecronista della televisione cinese China Central Television (CCTV).

## Biografia
Huang Jianxiang è nato nella Mongolia Interna, regione a nord della Cina. Nel 1990 si laureò all'Università degli Affari Esteri della Cina (fondata nel 1955). Nel 1994 cominciò a lavorare per la CCTV, in particolare per il canale dedicato allo sport (CCTV-5), come commentatore sportivo di calcio.
Negli anni precedenti aveva commentato le partite del campionato italiano di calcio, della Bundesliga, varie edizioni delle Olimpiadi ed altri eventi.

### Il commento di Italia-Australia
Nel giugno del 2006 destò scalpore la vicenda che lo vide coinvolto durante il commento della partita Italia-Australia valevole per la qualificazione ai quarti di finale della coppa del mondo di calcio 2006. Quando nell'ultimo minuto di gioco Francesco Totti segnò il rigore decisivo che diede la qualificazione agli italiani, Jianxiang, imparziale fino alla concessione del penalty, esplose in urli di gioia incontenibili.
Ecco la traduzione della sua telecronaca di quei momenti:
Effettivamente il 26 giugno, giorno della semifinale, Paolo Maldini compiva 38 anni, e questo spiega l'augurio del cinese, curiosamente coetaneo.
Questo comportamento non piacque ai vertici della televisione di stato cinese, il suo urlo "Yidali Wan Sui!" ("Diecimila anni Italia!") era di solito adoperato, nella cultura cinese, solo per riferirsi al presidente Mao. Jianxiang è stato messo sotto accusa, inoltre, per aver fatto uno sgarbo al popolo oceanico. Il premier australiano John Howard, proprio il giorno dopo la partita, era arrivato in Cina per una visita alle città di Shenzhen e Canton ed aveva protestato fortemente per il comportamento del giornalista. Jianxiang, in una successiva intervista, si scusò poi pubblicamente e dichiarò di essere un convinto tifoso degli Azzurri anche perché da anni commentava, come detto, le partite della serie A.
In seguito dichiarò che l'Australia gli ricordava la squadra della Nuova Zelanda che nel 1981 batté la Cina alle qualificazioni per il Mondiale dell'anno dopo. Jianxiang rischiò, così, di perdere il posto, ma commentò comunque altri 2 match del mondiale, il quarto Germania-Argentina e la finale Italia-Francia, stavolta con un commento più neutrale.
Nel luglio dello stesso anno, cominciarono a proliferare sul web pezzi audio con la telecronaca incriminata e Jianxiang pensò di fare causa ad una società che aveva trasformato la sua performance in una suoneria per telefonini. Nello stesso periodo presentava il suo ultimo libro, Combattere da veri uomini, completato prima dell'inizio dei mondiali 2006.
Nel novembre del 2006, Jianxiang si dimise da CCTV e fu messo sotto contratto dalla tv di Hong Kong Phoenix. In seguito, con un milione di followers, è diventato uno dei personaggi cinesi più seguiti su Sina Weibo, l'equivalente cinese di Twitter. Ad agosto 2011 i fan che seguivano Jianxiang su Sina Weibo erano oltre sette milioni.